# Tricrepicephalus
Tricrepicephalus (лат.) — вымерший род трилобитов отряда птихопарииды (Ptychopariida) семейства Tricrepicephalidae, включающий виды среднего размера, обитавшие от 501 до 497 млн лет назад, в дресбахском веке кембрийского периода. Окаменелости Tricrepicephalus широко распространены в верхнекембрийских отложениях Северной Америки, но также известны из одной локации в Южной Америке. Экзоскелет Tricrepicephalus имеет форму перевёрнутого яйца, имеются три характерные ямки в складке, параллельной краю головного щита, прямо перед центральной выпуклостью. Сочленённая средняя часть тела состоит из 12 сегментов, а на хвостовом щите расположены два длинных трубчатых изогнутых пигидиальных шипа, напоминающих клешни уховёртки, которые направлены назад и возвышаются над плоскостью тела примерно под углом 30°.

## Описание
Контур экзоскелета Tricrepicephalus имеет почти идеальную форму перевёрнутого яйца, наибольшая ширина между кончиками щёчных шипов, длина туловища в 1,2 раза превышает ширину, не считая шипов пигидия. Головной щит (цефалон) умеренно сводчатый. Хорошо различимая центральная выпуклость (глабелла) выпуклая, удлинённо-сужающаяся, с закруглённой передней частью, только с одной бороздкой, которая пересекает её вблизи задней части цефалона, отделяя от затылочного кольца. На затылочном кольце может присутствовать утолщение. Остальные части цефалона, называемые фиксированными и свободными щеками (фиксигены и либригены), в приподнятом положении. Линии излома (швы), которые при линьке отделяют либригены от фиксиген, расходятся прямо перед глазами,  становятся параллельными возле бороздки на кайме и слегка сходятся на краях. С задней стороны глаз швы изгибаются приблизительно в форме буквы S, расходясь сначала больше наружу, а ближе к краю загибаются назад, разрезая задний край во внутреннем изгибе торакса (опистопарные швы). Уникальной чертой является бороздка, параллельная краю (каймовая бороздка), с двумя малозаметными ямками перед глабеллой, изредка присутствует едва заметная третья срединная ямка. Гребни, соединяющие глаза с глабеллой, отсутствуют. Глаза среднего размера (более ⅓ длины глабеллы), расположены немного позади середины глабеллы. Общий угол заканчивается короткими шипами, растущими назад в пределах одного сегмента торакса. Сочленённый средний отдел туловища (торакс) состоит из двенадцати сегментов. Центральная ось выпуклая, её ширина меньше ½ ширины каждой из так называемых плевр по бокам. Сегменты направлены в стороны и закруглены спереди (серповидная форма). Хвостовой щит (пигидий) в ширину составляет ½ ширины цефалона, ширина почти вдвое превышает длину, не считая двух широко расположенных шипов. С остальным туловищем они составляют угол около 30°. Длина оси пигидия в 1¼ раза превышает ширину, с почти параллельными боками, почти достигает заднего края, содержит три или четыре осевых кольца; три группы межплевральных борозд и плевральных борозд, заканчивающиеся на расстоянии от края. Борозка, отделяющая кайму пигидия, отсутствует.

### Отличия отMeteoraspis
У Meteoraspis две одинаково заметные ямки в передней пограничной бороздке, гораздо более сводчатый цефалон, его короткие шипы достигают второго сегмента торакса, тринадцать сегментов торакса и два плоских, широко расставленных шипа в форме акульих зубов на пигидие.

## Реклассифицированные виды
- T. metra = Meteoraspis metra[1]

## Распространение
- T. asiaticus известен из верхнего кембрия Китая (Гужангиан, зона Blackwelderia, формация Чефу, Янвэйчжоу-Цжимачонг)[2].
- T.  arcuatus найден в верхнем кембрии Соединённых Штатов (Мерионет, формация Варриор, Шоссе № 322 возле Уоддла, слой 13.3, Центральный округ, Пенсильвания, 40°48′ с. ш. 77°54′ з. д.HGЯO)[3].
- T. texanus известен из верхнего кембрия Канады (дресбахский ярус, формация Раббиткеттл, южные горы Маккензи, северозападная Канада) и Соединённых Штатов (дресбахский ярус, трилобитная зона Crepicephalus, формация Дедвуд, крик Уайтвуд в округе Лид, Южная Дакота, 44°18′ с. ш. 103°48′ з. д.HGЯO).[4]
- T. tripunctatus представлен в верхнем кембрии Соединённых Штатов (дресбахский ярус, трилобитная зона Crepicephalus, нижний слой формации Дедвуд, крик Литтл-Элк, округ Лид, Южная Дакота, 44°18′ с. ш. 103°48′ з. д.HGЯO)[4].

## Палеоэкология
Tricrepicephalus сосуществовал с трилобитами родов Coosia, Crepicephalus, Kingstonia, Pseudagnostina и Coosina.